# Song Bing
Pour les articles homonymes, voir Bing et Modi.
Song Bing (chinois : 宋帝昺 ; pinyin : sòng dìbǐng, 1271 – 19 mars 1279), également appelé Modi, fut le dernier empereur de la dynastie Song. Il est également connu sous le nom de Seigneur de la Nation-Perpétuelle (en chinois : 永國公 yongguo gong).

## Biographie
Né Zhào Bǐng (趙昺), il est le fils de l'empereur Duzong, et le frère cadet de son prédécesseur, l'empereur Duanzong. Il reçoit le titre de prince Xin (信王) en 1274 puis ceux de prince Guang (廣王) et prince Wei (衛王) deux ans plus tard. Il est intronisé à Gangzhou (actuelle Mui Wo, Île de Lantau, Hong Kong) le 10 mai 1278, l'ère de son règne est nommé Xiángxīng (祥興).
Dans L'Histoire de l'empire Song (宋史), établi par le premier ministre mongol Toktoghan (脫脫), il est dit que l'empereur Bing meurt, après dix mois de règne, lors de la bataille de Yamen le 19 mars 1279. Le magistrat Lu Xiufu, réalisant que tout est perdu, prend le jeune empereur et se jette à la mer près du mont Ya (厓), à l'embouchure du Xi Jiang. D'autres sources suggèrent que Lu Xiufu meurt avec son fils, déguisé à la manière d'un empereur, et que Song Bing parvient à s'enfuir avec la flotte de l'amiral Zhang Shijie avant d'établir l'empire Luzon (chinois traditionnel : 呂宋國 ; pinyin : Lǚsòng Guó).